# Jim Goodwin
Jim Goodwin je americký hudebník (hráč na klávesové nástroje a saxofon) a skladatel.

## Kariéra
Studoval v Portlandu ve státě Oregon (Woodrow Wilson High School) a později se věnoval studiu hudby v Paříži (studoval například hru na saxofon). Mezi jeho vzory patřili například skupiny Gentle Giant, Yes a Weather Report. Počátkem osmdesátých let byl členem doprovodné skupiny velšského hudebníka Johna Calea (v jeho kapele hrál převážně na klávesy, ale také saxofon). Z jejich spolupráce vzešlo album Honi Soit. Později hrál s kapelou Sparks. V roce 1984 přišel do již čtyři roky existující kapely The Call, s níž vystupoval až do jejího rozpadu v roce 2000. V dubnu roku 2013 byla kapela jednorázově obnovena, přičemž Goodwin s ní opět hrál. V roce 2011 se podílel na albu Happen Again kanadského zpěváka Andyho Kima (produkce, klávesy). Rovněž se věnoval skládání filmové hudby, například pro filmy Some Girl (1998) a Reaching Normal (2001). Je vlastníkem firmy Eggchair Music.